# Panegyrtes bifasciatus
Panegyrtes bifasciatus là một loài bọ cánh cứng trong họ Cerambycidae.